# Gustavo Márquez
Gustavo Adolfo Márquez Castro (* 31. Juli 1989 in Caracas; † 14. Mai 2018 ebenda) war ein venezolanischer Bassist. Er wurde vor allem als Bassist der Band C4 Trio bekannt, arbeitete aber auch mit anderen venezolanischen Künstlern zusammen.

## Leben
Gustavo Márquez begann seine musikalische Karriere zunächst als Schlagzeuger. Später sattelte er auf den Bass um. Er machte sich in der venezolanischen Jazz-Szene schnell einen Namen und spielte mit 17 Jahren in der Simón Bolívar Big Band, mit 19 kam er in die Begleit-Band von Rafael „Pollo“ Brito.
Weitere Stationen seiner Karriere war die Zusammenarbeit mit Künstlern und Bands wie Leo Blanco, Desorden Público, Yordano, Federico Ruiz, Eddy Marcano, Hernán Gamboa, Ivan García, Orquesta Sinfónica Venezuela, Orquesta Teresa Carreño, Orquesta de Música Venezolana Simón Bolivar, Banda Sinfónica Simón Bolívar, Orquesta Latino Caribeña Simón Bolívar, Orquesta Nacional de Flautas, Gerry Weil und Andrés Briceño. Zudem war er an den Musicals VIVO und Chicago beteiligt.
2014 wurde er Mitglied der Jazzband C4 Trio und ersetzte dort Rodner Padilla. Mit dem C4 Trio nahm er das Album Pa' Fuera auf, das bei den Latin Grammy Awards 2017 in der Kategorie „Best Latin Rock, Urban or Alternative Album“ nominiert war.
Gustavo Márquez erlag am 14. Mai 2018 im Alter von 28 Jahren seinem im Oktober 2016 diagnostizierten Non-Hodgkin-Lymphom.